# Římskokatolická farnost Náměšť na Hané
Římskokatolická farnost Náměšť na Hané je územní společenství římských katolíků s farním kostelem sv. Kunhuty v děkanátu Konice.

## Historie farnosti
Náměšť na Hané má svou farnost doloženu jíž v 16. století, roku 1630 však zanikla a obnovena byla v roce 1725.

## Duchovní správci
Od 1. září 2011 zde působil jako administrátor excurrendo ThLic. Jan Maria Norbert Hnátek, OT. Toho od července 2018 vystřídal R. D. Mgr. Martin Mališka.

## Území farnosti a sakrální stavby
Do farnosti přísluší následující obce s těmito sakrálními stavbami:
- Náměšť na Hané
  - Farní kostel sv. Kunhuty
  - Kaple Nejsvětější Trojice
- Loučany
  - Kaple svatého Floriána a Isidora z roku 1724, rozšířená a opravená v roce 1934.

## Aktivity ve farnosti
Ve farnostech na Konicku, které spravuje Německý řád (Bouzov, Luká, Bílá Lhota, Chudobín, Měrotín, Náměšť na Hané) vychází od roku 2001 občasník Farní trouba.